# Moyobamba (provincie)
Moyobamba is een provincie in de regio San Martín in Peru. De provincie heeft een oppervlakte van 3.772 km² en telt 148.160 inwoners (2015). De hoofdplaats van de provincie is het district Moyobamba; dit district vormt  eveneens de stad (ciudad) Moyobamba.

## Bestuurlijke indeling
De provincie Moyobamba is verdeeld in zes districten, UBIGEO tussen haakjes:
- (220102) Calzada
- (220103) Habana
- (220104) Jepelacio
- (220101) Moyobamba, hoofdplaats van de provincie en vormt de stad (ciudad) Moyobamba
- (220105) Soritor
- (220106) Yantalo

Bellavista · El Dorado · Huallaga · Lamas · Mariscal Cáceres · Moyobamba · Picota · Rioja · San Martín · Tocache